# Essalammoskee
De Essalammoskee is een grote moskee in de Rotterdamse wijk Feijenoord, nabij voetbalstadion de Kuip.  De moskee is door zijn omvang sterk gezichtsbepalend voor de wijk. De koepel is 25 meter hoog en de minaretten zijn 50 meter hoog.

## Achtergrond
De oorspronkelijke Essalammoskee werd in 1987 opgericht maar bleek al gauw te klein voor de 2500-koppige gemeenschap. De bouw van een nieuw gebedshuis duurde van 2003 tot 2010 en is met veel problemen gepaard gegaan waarbij de bouw regelmatig stil viel. De Essalammoskee is ten slotte op 2010 in gebruik genomen. Een misverstand is dat de moskee de grootste van Europa zou zijn. In West-Europa staan in  Rome, Parijs,  Évry en Londen grotere moskeeën. Zelfs in Nederland is er een grotere moskee, namelijk de  Ulumoskee in Utrecht.
De Essalammoskee is ontworpen door de Nederlandse architect Wilfried van Winden. Het ontwerp is gebaseerd op het zogeheten medinaconcept (naar de architectuur van de grote moskee in  Medina) en bouwt in stijl voort op de traditie van onder andere de vijftiende-eeuwse  mammelukse architectuur te  Caïro. Het gebouw bestaat uit drie aan elkaar geschoven ruimten: het prominente  entreeportaal aan de westkant, de hoofdruimte in het midden en de halfronde mihrab (gebedsnis die de richting van Mekka aangeeft) aan de zuidoostzijde. De drie ruimten worden bekroond met koepels. De gevel is bekleed met gekleurde natuurstenen platen en heeft accenten in genuanceerde blauwgrijze steen.

## Problemen bij de bouw
In 1999 belooft Mohammed bin Rashid Al Maktoum, een conservatieve sjeik uit de Verenigde Arabische Emiraten, 4 miljoen euro aan de financiering van de moskee bij te dragen.
Bij herhaling is door de gemeente Rotterdam bij monde van Hamit Karakus gedreigd met het intrekken van de vergunning om de impasse ontstaan door conflicten tussen het moskeebestuur en de aannemers te doorbreken. Ook intern bleken de gelovigen bij de bouw sterk verdeeld. In juli 2008 moest de politie circa 150 boze 'gelovigen' in bedwang houden. De totale bouwkosten van de moskee liggen rond de 8 miljoen euro.

## Financiering
Leefbaar Rotterdam heeft er tijdens de bouw op gewezen dat de moskee mogelijk met geld uit dubieuze bronnen gefinancierd is. Een aantal gelovigen verzet zich tegen buitenlandse financiering van de moskee van de Al Maktoum Foundation, meer specifiek tegen de financiering vanuit Dubai. Uiteindelijk kregen vijf van deze tegenstanders van buitenlandse invloed bij een hoog oplopend conflict een moskeeverbod opgelegd. Dit verbod had betrekking op het huidige gebedsgebouw van de geloofsgemeenschap. Ook de Algemene Inlichtingen- en Veiligheidsdienst deed onderzoek naar de financiering van de nieuwbouw van de moskee. Als indirect gevolg hiervan legde imam Azzedine Karrat op 21 december 2018 zijn werkzaamheden neer.

## Vergelijking met grootste Nederlandse kerk
In 2007 en 2008 werd tegelijkertijd met de grootste moskee van Nederland, gebouwd aan de grootste kerk van Nederland, De Hoeksteen in Barneveld. In onderstaande tabel worden beide gebouwen met elkaar vergeleken.
|               | Vloeroppervlakte | Hoogte kerkzaal / koepel | Hoogte toren / minaret | Zitplaatsen / bezoekers | Leden geloofsgemeenschap | Oppervlakte perceel | Parkeercapaciteit | Kosten           | Afbeelding |
| ------------- | ---------------- | ------------------------ | ---------------------- | ----------------------- | ------------------------ | ------------------- | ----------------- | ---------------- | ---------- |
| Essalammoskee | 2.600 m²         | 25 meter                 | 50 meter               | 1.500                   | 2.500                    | 800 m²              | 200 auto's        | EUR 8.000.000,-  |            |
| De Hoeksteen  | 5.050 m²         | 21,5 meter               | 47 meter               | 2.550                   | 3.563                    | 30.000 m²           | 700 auto's        | EUR 10.500.000,- |            |